# Iselin Solheim
Iselin Løken Solheim (Naustdal, 20 de junio de 1990) es una cantante y compositora noruega, especialmente conocida por participar como vocalista de las canciones «Faded» y «Sing Me to Sleep» del DJ Alan Walker, está activa desde el año 2007, sus canciones son principalmente en inglés.

## Carrera
Iselin Solheim nació en Naustdal, ubicado en Sogn og Fjordane, Noruega y comenzó a cantar a una edad temprana. En 2009, después de la escuela secundaria, asistió al Skiringssal Folkehøgskule, donde principalmente estudió música y luego comenzó a escribir sus propias canciones. En 2010, asistió al Instituto de artes escénicas de Liverpool, donde estudió "popularizar la música y tecnología del sonido". Allí se desarrolló como una artista e intérprete, comenzando con nuevos proyectos y cultivando su propio sonido.
A su regreso a Noruega, el sello Bisi Music la contrató inmediatamente. Ella entonces lanzó su sencillo debut bien recibido solo «What's Happening», que tuvo mucha presencia en la radio y fue seleccionada Canción de la semana para la emisora nacional Radio Norge. Luego compuso la canción «The Wizard of Us» junto a Jesper Borgen.
Su voz aparece en las canciones EDM de Alan Walker «Faded» (lanzada en 2015) y «Sing Me to Sleep» (2016).

## Discografía
Sencillos
Como artista principal
| Años | Título                      |
| ---- | --------------------------- |
| 2010 | "What's Happening"          |
| 2013 | "The Wizard of Us" "Oracle" |
| 2015 | "Giants"                    |
| 2016 | "Listen"                    |

Como artista invitada
| Año  | Título                                   | Álbum         |
| ---- | ---------------------------------------- | ------------- |
| 2013 | "Usynlig" (Cir.Cuz feat. Iselin Solheim) | Vi Er Cir.Cuz |

Otras canciones
| Año  | Título         |
| ---- | -------------- |
| 2010 | "Coloured Sky" |

Créditos de producción
| Título | Canción            | Artista     | Rol       |
| ------ | ------------------ | ----------- | --------- |
| 2015   | "Faded"            | Alan Walker | Vocalista |
| 2016   | "Sing Me to Sleep" | Alan Walker | Vocalista |

Videos musicales
| Año  | Título             |
| ---- | ------------------ |
| 2013 | "The Wizard of Us" |